# Герб Чорноморського (АРК)
Герб Чорноморського — офіційний символ селища міського типу Чорноморське (Чорноморського району АРК), затверджений рішенням Чорноморської селищної ради від 5 вересня 2008 року.

## Опис герба
У синьому полі срібна антична галера, під якою два срібні дельфіни; в увігнутій главі два ряди срібної кладки, над якою у срібному полі синій меандр, а внизу — червоне поле, облямоване здолу сріблом.